# Salix melanopsis
Espèce
 Salix melanopsis (en anglais, dusky willow) est une espèce de plantes à fleurs de la famille des Salicaceae. C'est un saule originaire d'Amérique du Nord.

## Synonymie
- Salix bolanderiana Rowlee
- Salix exigua subsp. melanopsis (Nutt.) Cronquist
- Salix exigua var. gracilipes (C.R. Ball) Cronquist
- Salix exigua var. melanopsis (Nutt.) Cronquist
- Salix exigua var. tenerrima (L.F. Hend.) C.K. Schneid.
- Salix fluviatilis Nutt.
- Salix fluviatilis var. tenerrima (L.F. Hend.) Howell
- Salix longifolia var. tenerrima L.F. Hend.
- Salix melanopsis var. bolanderiana (Rowlee) C.K. Schneid.
- Salix melanopsis var. gracilipes C.R. Ball
- Salix melanopsis var. kronkheitii Kelso
- Salix melanopsis var. tenerrima (L.F. Hend.) C.R. Ball
- Salix parksiana C.R. Ball
- Salix sessilifolia var. vancouverensis Brayshaw
- Salix tenerrima (L.F. Hend.) A. Heller[1],[2].

## Description

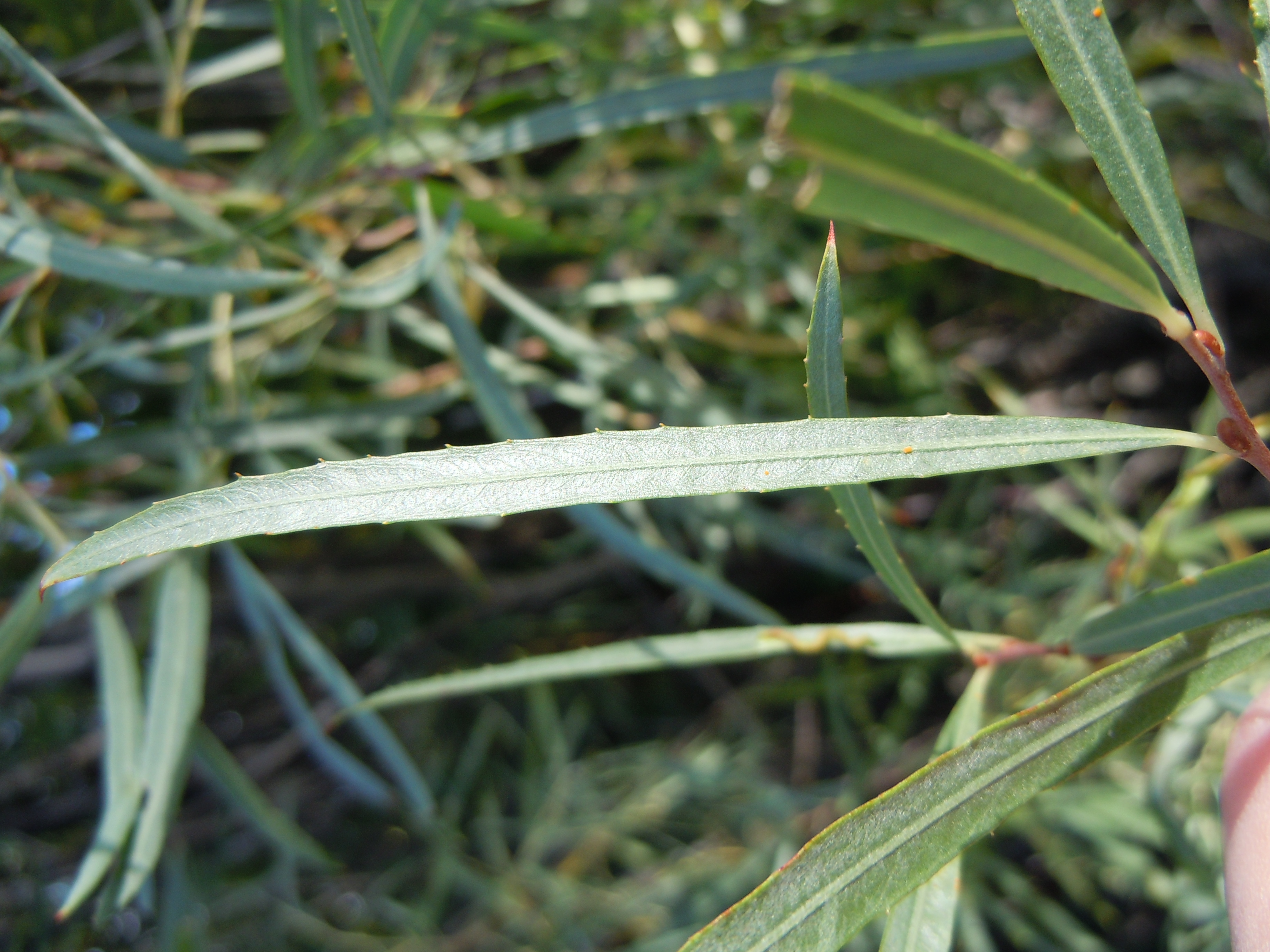
Très fines feuilles.

Salix melanopsis est un arbuste qui atteint 4 mètres de haut. Il se propage parfois à partir de ses drageons pour former de véritables colonies envahissantes. Les feuilles pointues, ovales, lancéolées ou fines peuvent aller jusqu'à plus de 13 centimètres de long. Leur bordure peut être lisse ou dentée. Les chatons mesurent 5 ou 6 cm de long.

## Distribution
L'espèce est native de l'Amérique du Nord, de la Colombie britannique et l'Alberta jusqu'à la Californie et le Colorado où elle pousse dans des zones humides comme les rives de cours d'eau et les prairies de montagnes subalpines, en substrats rocailleux et limoneux.